# Бардзракаш
Бардзракаш (арм. Բարձրաքաշ; также известный как монастырь Святого Григория арм. Սուրբ Գրիգորի վանք) — армянский монастырский комплекс, построенный в X—XIII веках, посвящённый святому Григорию Просветителю. Расположен на левом склоне ущелья реки Марц в густом лесу, в 2 км от села Дсех Лорийской области Армении.

## История
Бардзракаш является крупным духовно-просветительским центром северной Армении в средние века, где священнослужители занимались научной работой, а представители княжеского рода Мамиконянов получали образование. Сейчас монастырь лежит в руинах. Исторические данные свидетельствуют о том, что монастырь Бардзракаш св. Григория просуществовал недолго. Предполагается, что комплекс был в значительной степени заброшен после монгольского нашествия в Армению.
Монастырь был включен в список Всемирного фонда памятников (2014), чтобы повысить осведомленность местного населения о его значении и потенциале как объекта наследия.

## Устройство комплекса

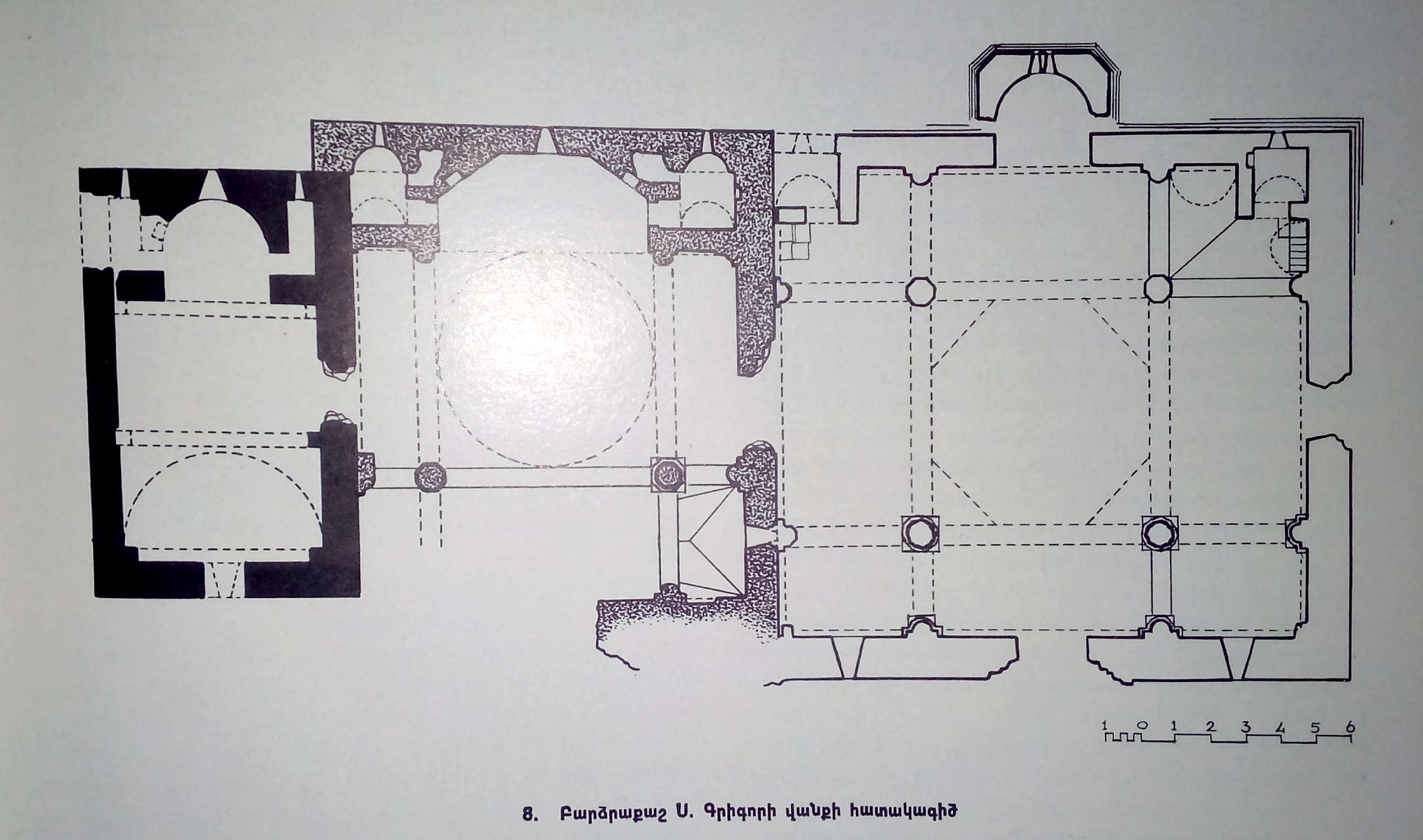
Планировка Бардзракаш. Две церкви расположены рядом друг с другом в один ряд

Комплекс состоит из двух церквей, из которых церковь Пресвятой Богородицы (Сурб Аствацацин), построенный в 1221 году, поражает своим величием и тонким убранством. Рядом с ним находится церковь Святого Григория, построенная примерно в X веке, и притвор. В этом районе находится фамильное кладбище аристократической династии Мамиконян, остатки маслобойни и многочисленные хачкары, а также небольшая часовня.
Мост, принадлежащий монастырю, был построен в XIII веке, небольшие остатки которого сохранились на левом берегу реки Марц.
Все строения монастыря построены из туфа, фельзита и базальта. Из-за белого оттенка, монастырь в народе прозвали «Чермак ванк», что в переводе означает «белоснежный монастырь».

## Программа восстановления
Ещё в 2009 году Министерство культуры РА включило этот объект в список 26 находящихся под угрозой исчезновения региональных памятников, подлежащих мониторингу.
Управление информации и связей с общественностью Министерства образования, науки, культуры и спорта Армении объявило тендер на проектирование и реставрацию монастыря Бардзракаш, который выиграл Национальный университет архитектуры и строительства Армении.

## Фотогалерея

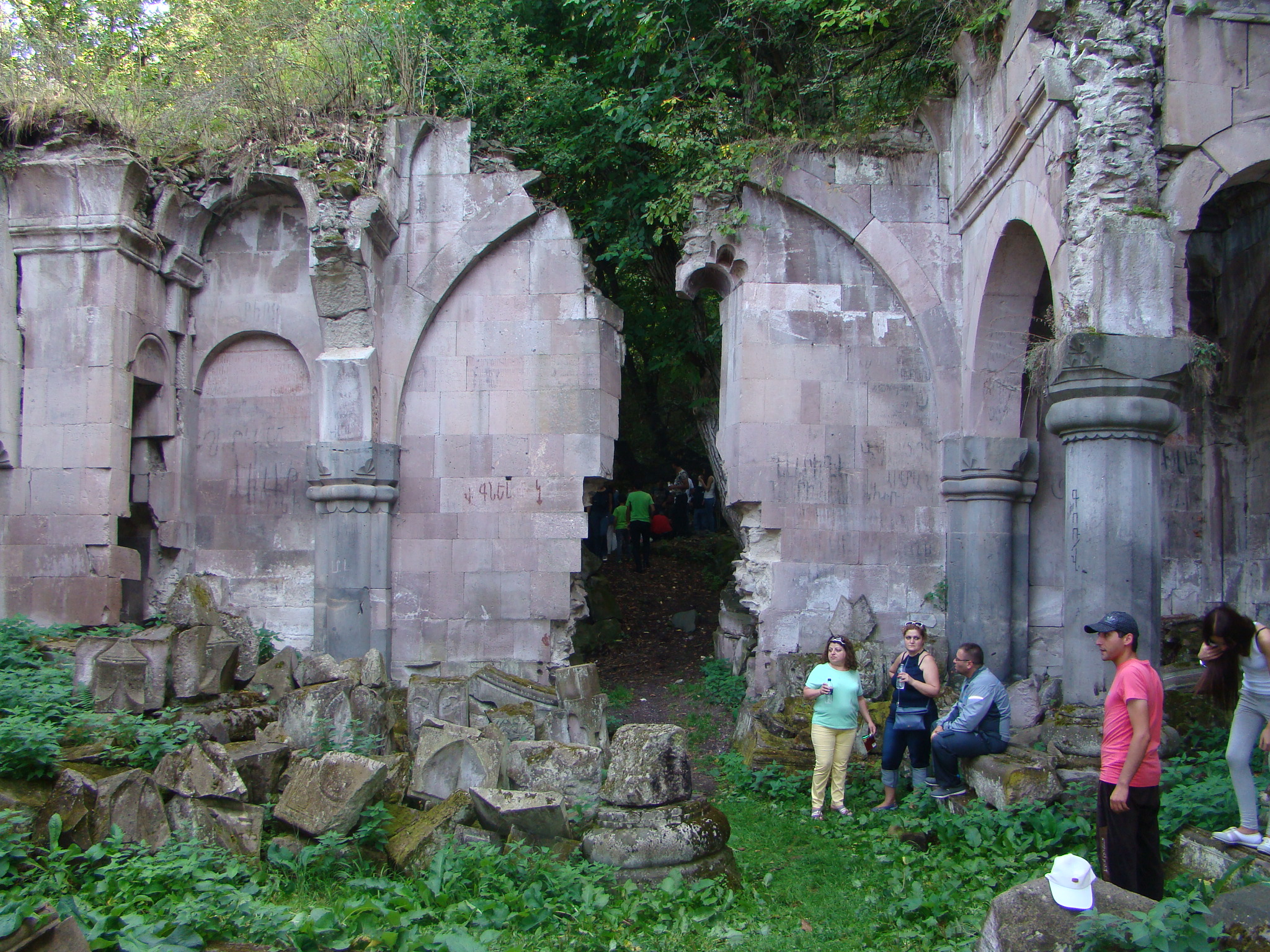
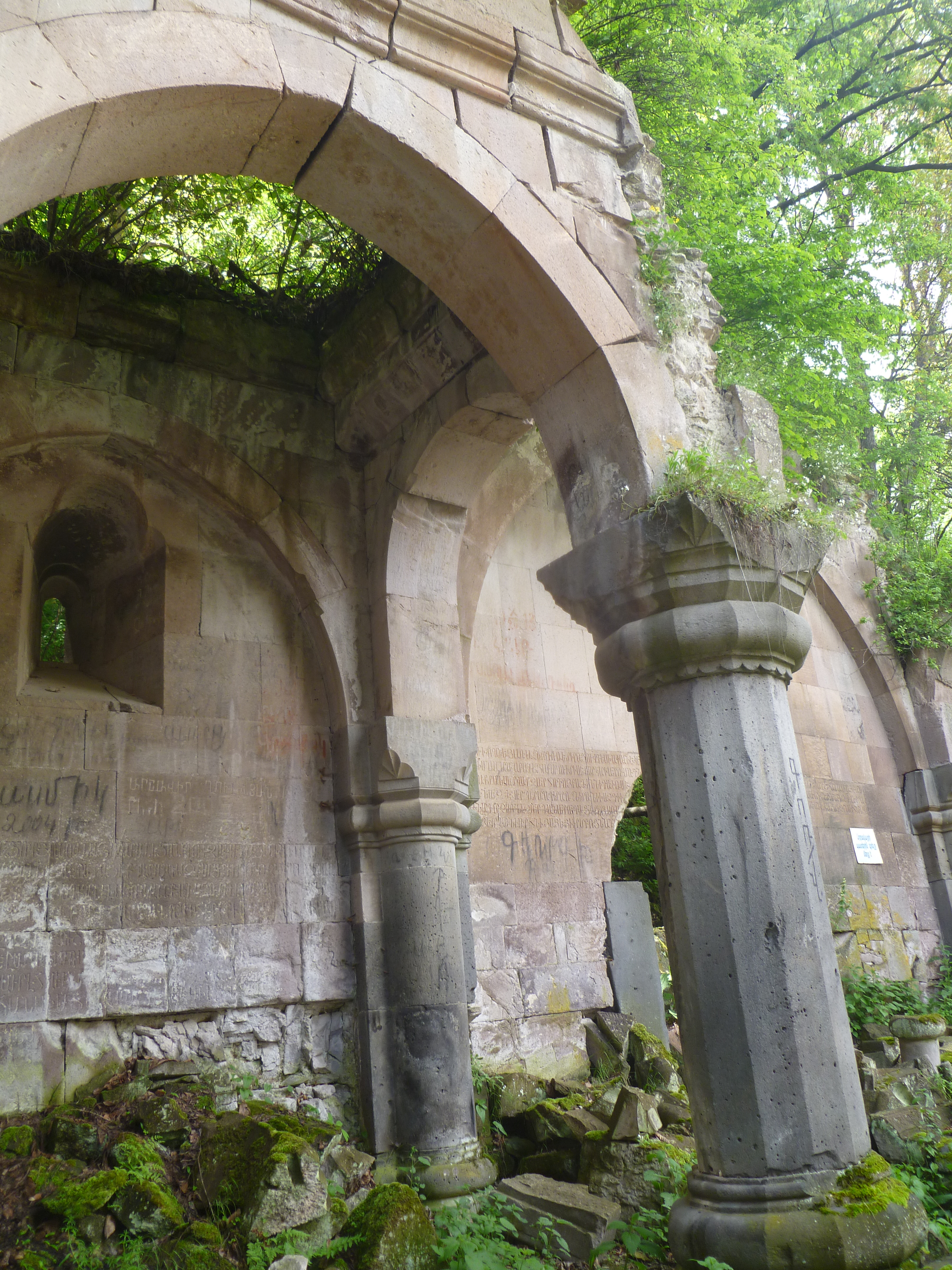
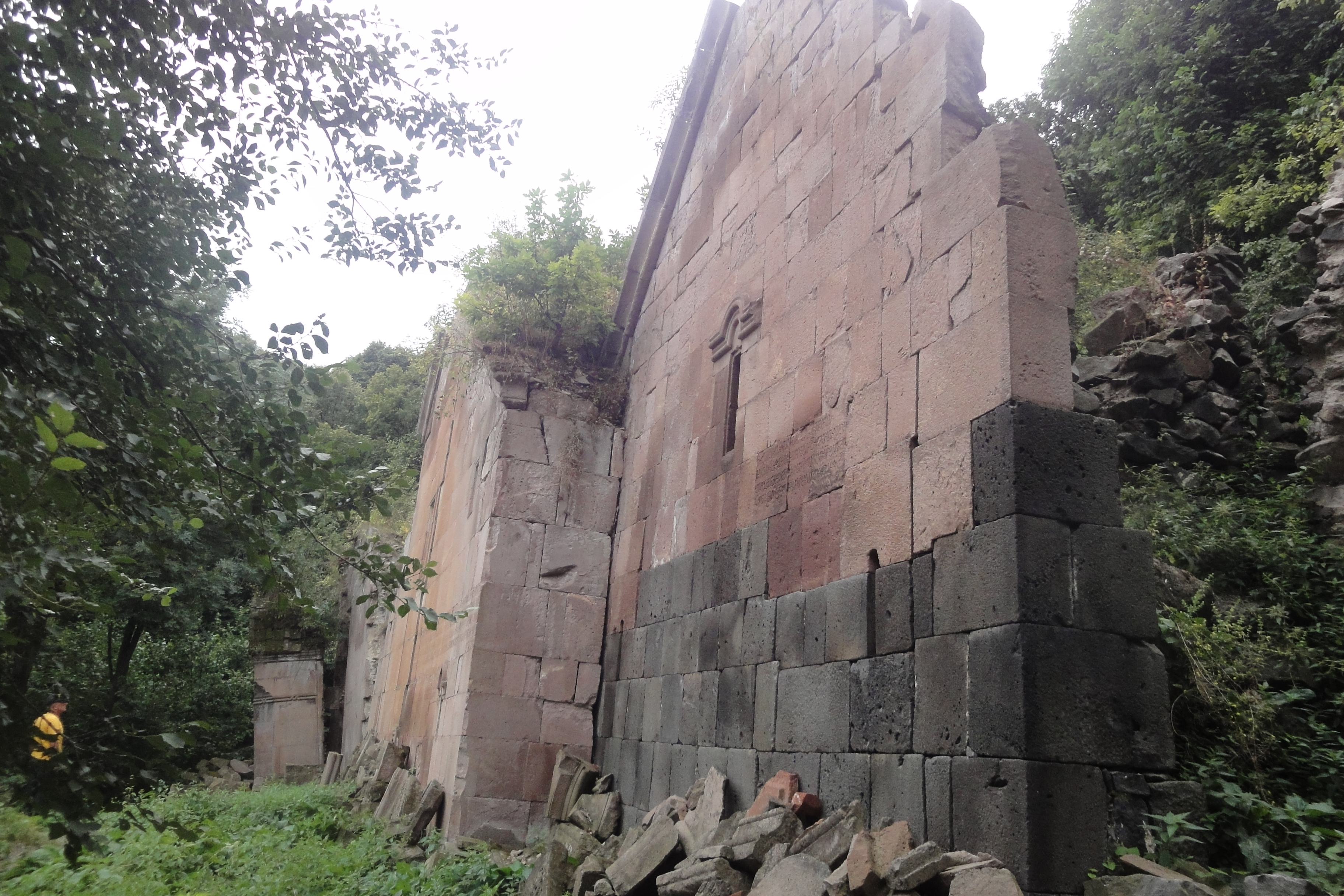
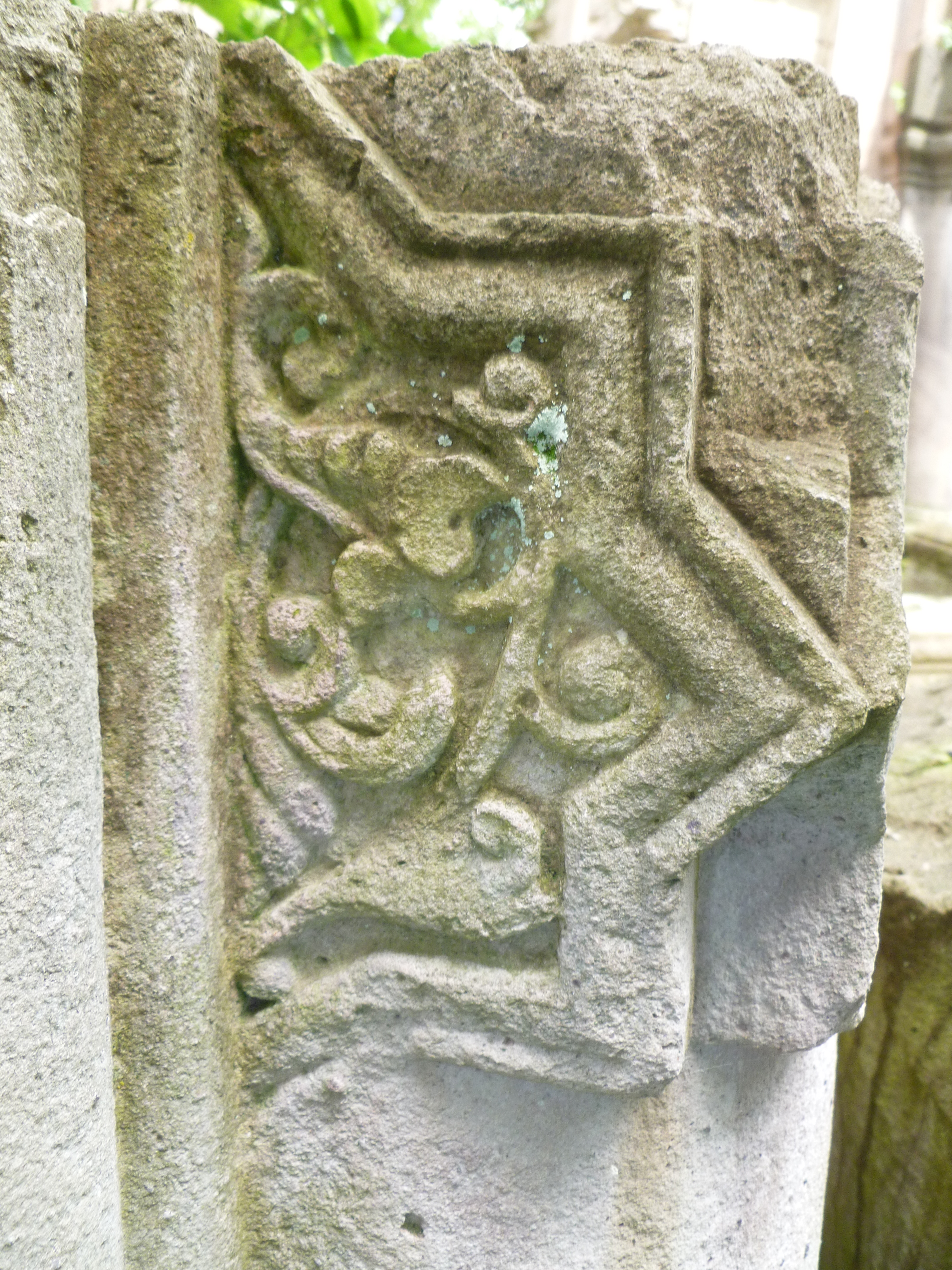
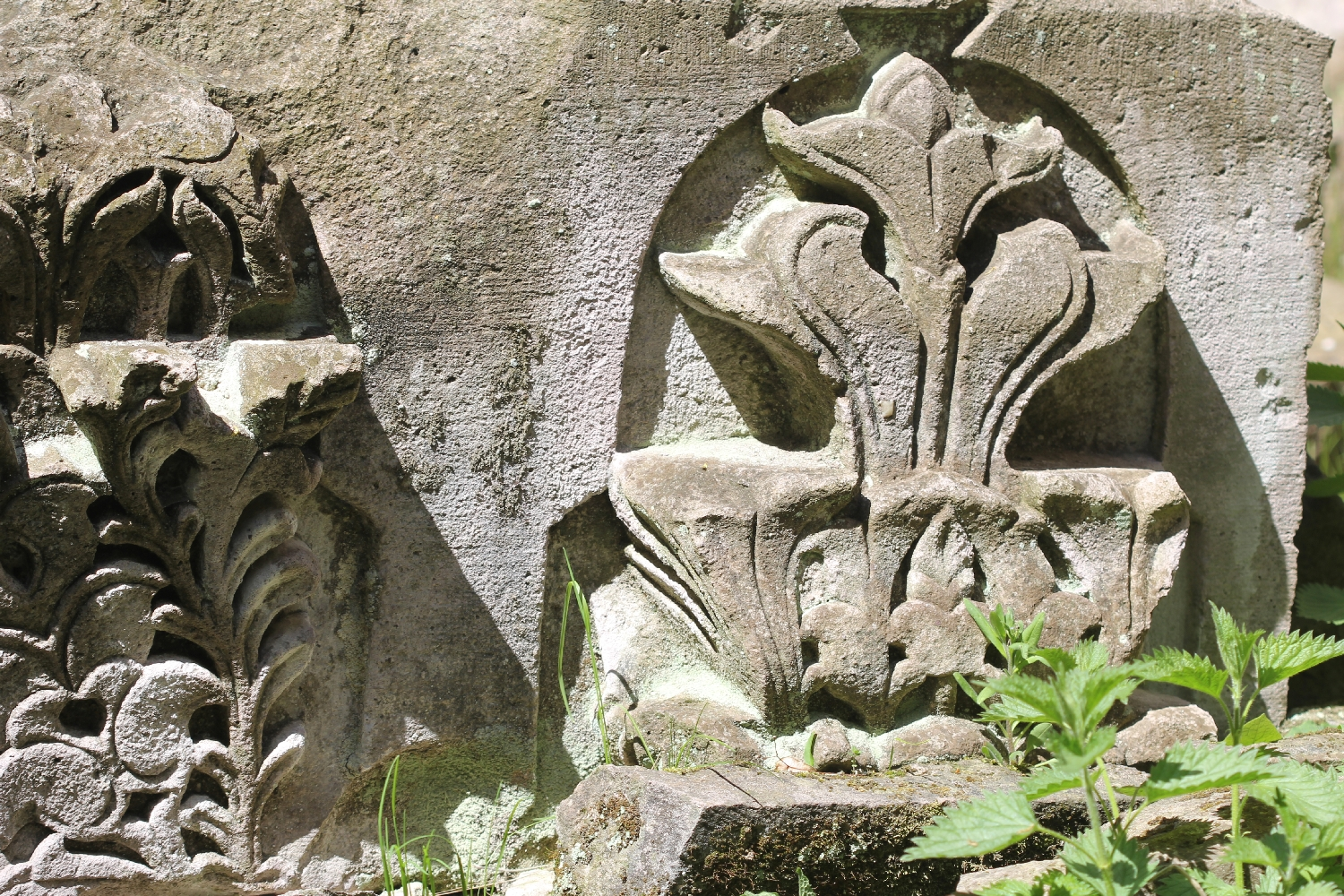
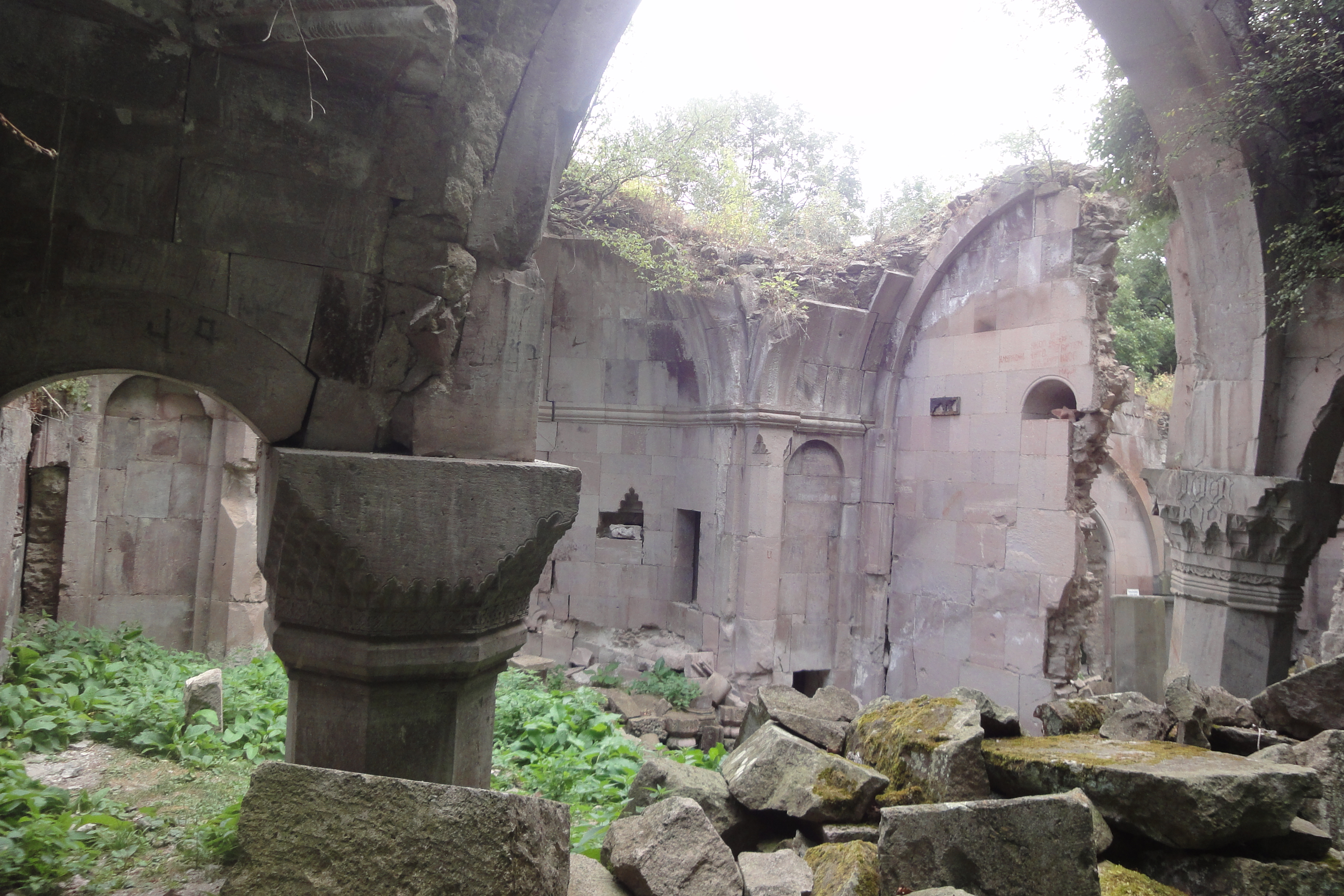
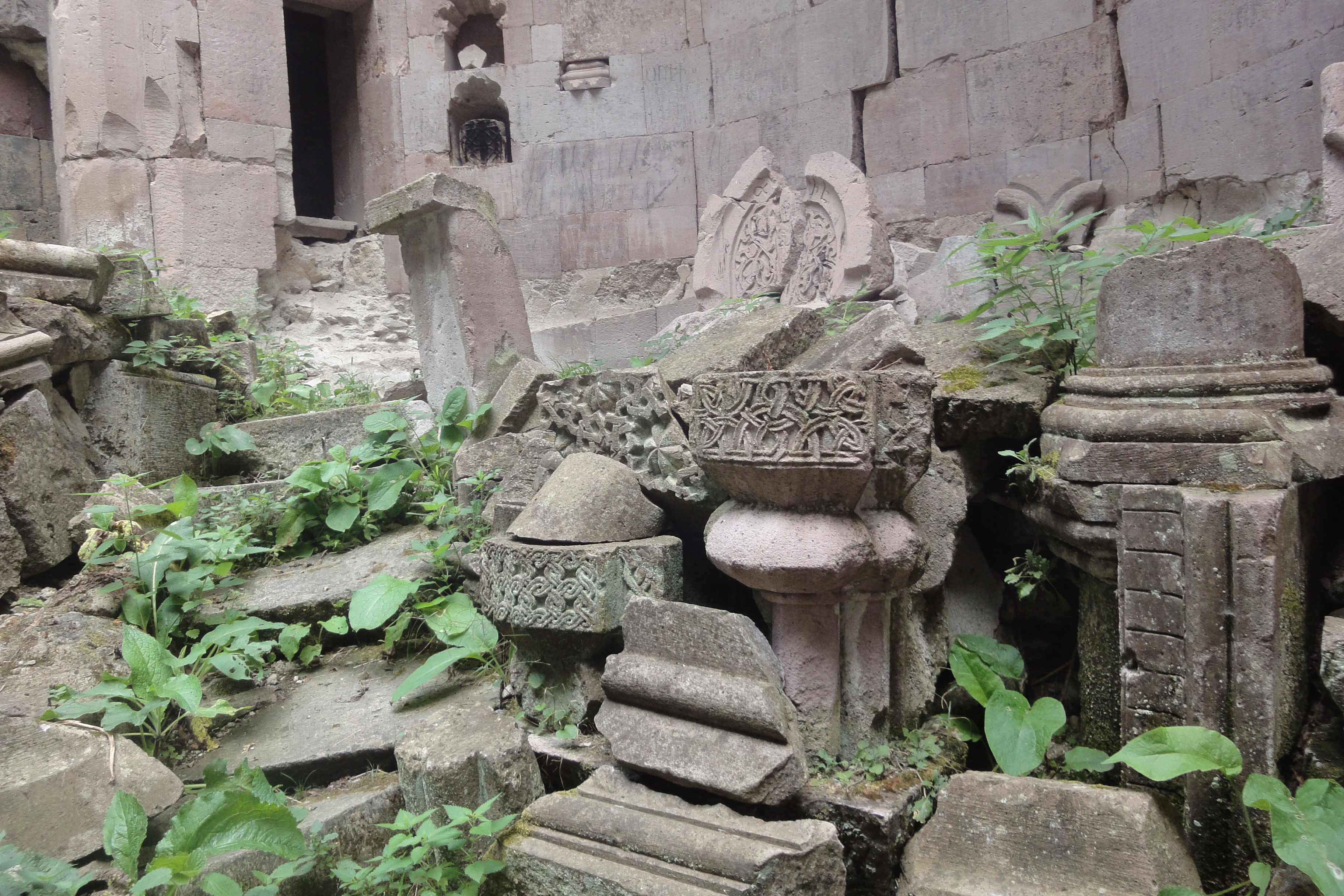
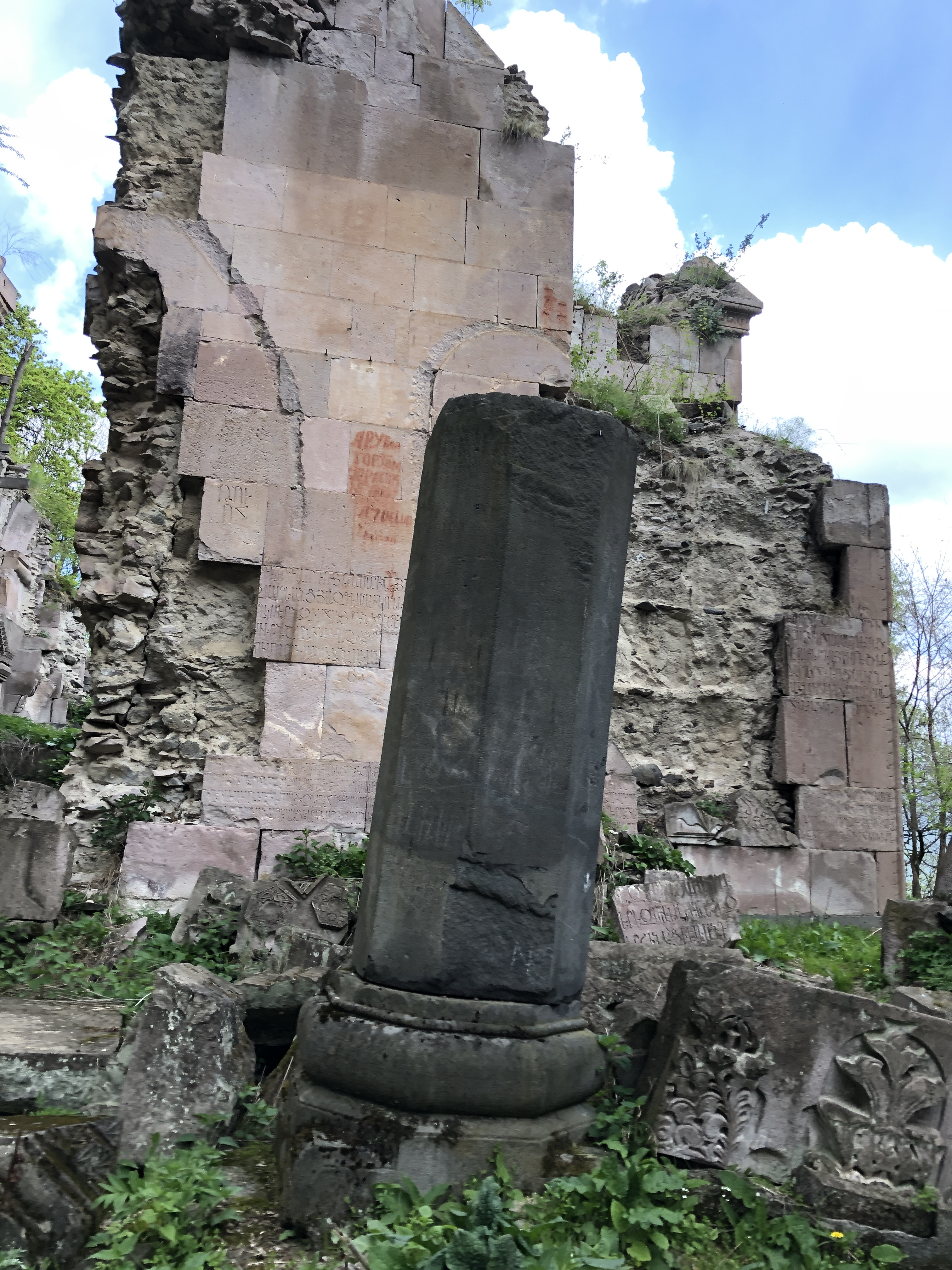